# Diocesi di Castello di Ripa
La diocesi di Castello di Ripa (in latino: Dioecesis Castelloripensis) è una sede soppressa e sede titolare della Chiesa cattolica.

## Storia
Castello di Ripa, forse identificabile con le rovine di Hadjar-Ouaghef nell'odierna Algeria, è un'antica sede episcopale della provincia romana della Mauritania Cesariense.
Unico vescovo conosciuto di questa diocesi africana è Cereale, il cui nome appare al 119º posto nella lista dei vescovi della Mauritania Cesariense convocati a Cartagine dal re vandalo Unerico nel 484; Cereale, come tutti gli altri vescovi cattolici africani, fu condannato all'esilio. Data la rarità del nome, Cereale è quasi certamente da identificare con l'omonimo vescovo, indicato come Castellanensis episcopus e di natione Afer, che figura nei De viris illustribus di Gennadio di Marsiglia e di Isidoro di Siviglia, e di cui ci è rimasta la controversia sostenuta a Cartagine contro il vescovo ariano Massimino, a cui Cereale rispose tramite argomenti testamentari a favore della dottrina trinitaria.
Dal 1933 Castello di Ripaè annoverata tra le sedi vescovili titolari della Chiesa cattolica; dal 20 settembre 2006 il vescovo titolare è Jose Pandarassery, vescovo ausiliare di Kottayam.

## Cronotassi

### Vescovi residenti
- Cereale † (menzionato nel 484)

### Vescovi titolari
- Gabino Peral de la Torre, O.S.A. † (14 ottobre 1965 - 24 gennaio 2002 deceduto)
- José Antonio Eguren Anselmi, S.C.V. (16 febbraio 2002 - 11 luglio 2006 nominato arcivescovo di Piura)
- Jose Pandarassery, dal 20 settembre 2006